# Amphoe Tha Luang
Amphoe Tha Luang (Thai: อำเภอ ท่าหลวง) ist ein Landkreis (Amphoe – Verwaltungs-Distrikt) im Osten der Provinz Lop Buri. Die Provinz Lop Buri liegt in der Zentralregion von Thailand.

## Geographie
Benachbarte Amphoe sind vom Norden her gesehen: die Amphoe Chai Badan und Lam Sonthi der Provinz Lop Buri, Muak Lek in der Provinz Saraburi sowie Amphoe Phatthana Nikhom wieder in Lop Buri.
Der Pa-Sak-Chonlasit-Staudamm (Thai: เขื่อนป่าสักชลสิทธ), der durch Aufstauen des Maenam Pa Sak (Pa-Sak-Fluss) entstand, ist die Haupt-Wasserressource des Kreises. Er wird sowohl für Fischfang als auch zur Bewässerung benutzt.

## Geschichte
Amphoe Tha Luang wurde am 15. November 1978 zunächst als „Zweigkreis“ (King Amphoe) eingerichtet, indem die vier Tambon Tha Luang, Sab Champa, Nong Phak Waen und Kaeng Phak Kut vom Amphoe Chai Badan abgetrennt wurden.
Am 26. Mai 1989 wurde er zum Amphoe heraufgestuft.

## Verwaltung

### Provinzverwaltung
Der Landkreis Tha Luang ist in sechs Tambon („Unterbezirke“ oder „Gemeinden“) eingeteilt, die sich weiter in 45 Muban („Dörfer“) unterteilen.
| Nr. | Name           | Thai      | Muban | Einw. |
| --- | -------------- | --------- | ----- | ----- |
| 01. | Tha Luang      | ท่าหลวง    | 09    | 8.845 |
| 02. | Kaeng Phak Kut | แก่งผักกูด   | 08    | 4.104 |
| 03. | Sap Champa     | ซับจำปา    | 07    | 4.432 |
| 04. | Nong Phak Waen | หนองผักแว่น | 08    | 4.685 |
| 05. | Thale Wang Wat | ทะเลวังวัด  | 05    | 1.512 |
| 06. | Hua Lam        | หัวลำ      | 08    | 5.657 |

### Lokalverwaltung
Es gibt eine Kommune mit „Kleinstadt“-Status (Thesaban Tambon) im Landkreis:
- Ban Tha Luang (Thai: เทศบาลตำบลบ้านท่าหลวง) bestehend aus Teilen des Tambon Tha Luang.

Außerdem gibt es fünf „Tambon-Verwaltungsorganisationen“ (องค์การบริหารส่วนตำบล – Tambon Administrative Organizations, TAO)
- Tha Luang (Thai: องค์การบริหารส่วนตำบลท่าหลวง) bestehend aus Teilen des Tambon Tha Luang.
- Kaeng Phak Kut (Thai: องค์การบริหารส่วนตำบลแก่งผักกูด) bestehend aus den kompletten Tambon Kaeng Phak Kut, Thale Wang Wat.
- Sap Champa (Thai: องค์การบริหารส่วนตำบลซับจำปา) bestehend aus dem kompletten Tambon Sap Champa.
- Nong Phak Waen (Thai: องค์การบริหารส่วนตำบลหนองผักแว่น) bestehend aus dem kompletten Tambon Nong Phak Waen.
- Hua Lam (Thai: องค์การบริหารส่วนตำบลหัวลำ) bestehend aus dem kompletten Tambon Hua Lam.